# Hypanthidioides pontagrossensis
Hypanthidioides pontagrossensis là một loài Hymenoptera trong họ Megachilidae. Loài này được Urban mô tả khoa học năm 2003.